# Drimycarpus luridus
Drimycarpus luridus là một loài thực vật có hoa trong họ Đào lộn hột. Loài này được (Hook.f.) Ding Hou mô tả khoa học đầu tiên năm 1978.